# Château de Menars

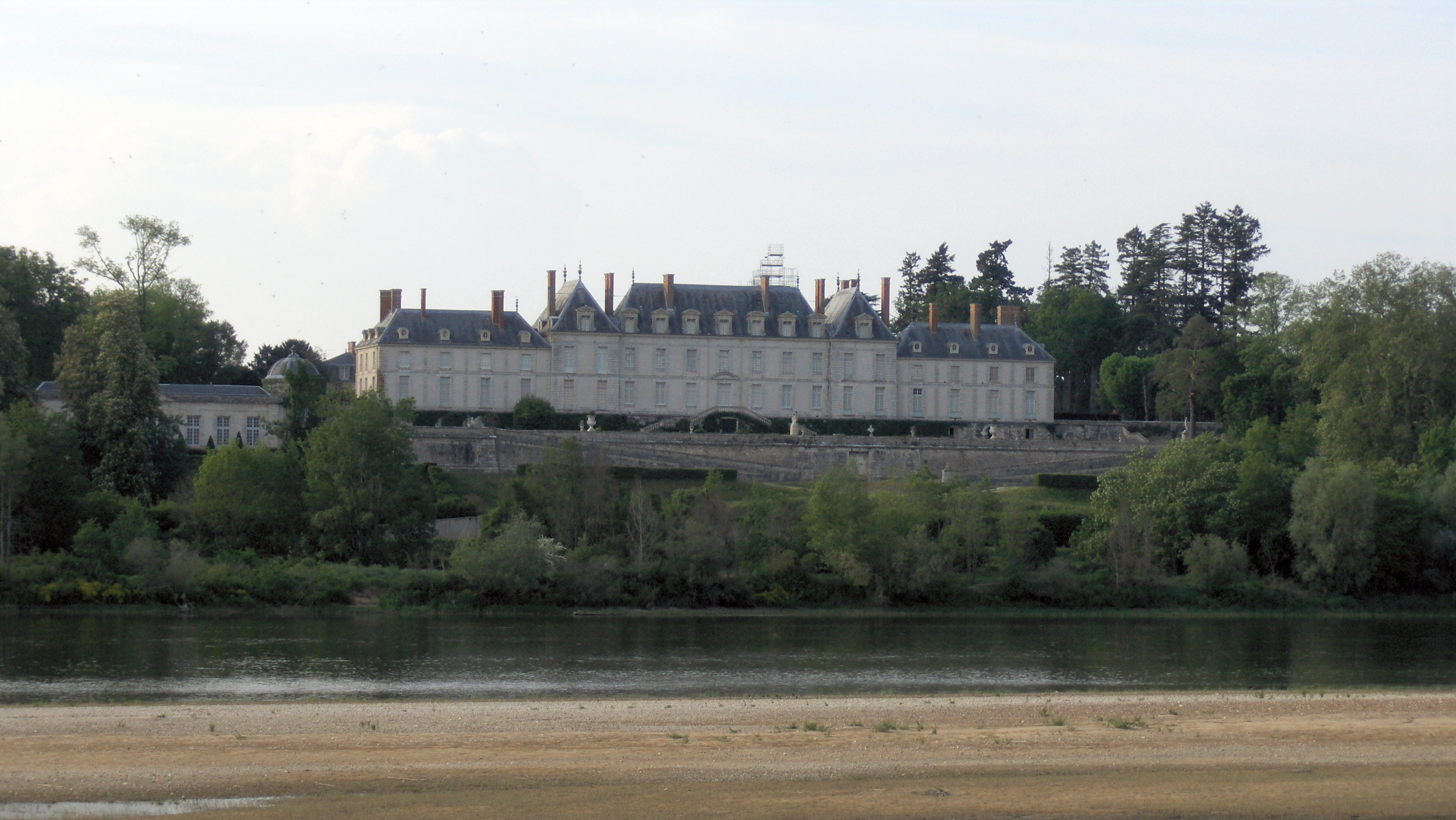
O Château de Menars através do Loire.

O Château de Menars é um palácio francês associado a Madame de Pompadour. Fica situado na margem do rio Loire em Menars, no departamento de Loir-et-Cher.

## História
Por volta de 1646, Guillaume Charron, Conselheiro do Rei e Tesoureiro Geral de impostos extraordinários para fornecimento das forças francesas durante a Guerra dos Trinta Anos, construiu este palácio num soberbo local com vistas paisagísticas para o Loire, em Menars. A construção original consistia num edifício principal e dois pavilhões. O seu filho, Jean-Jacques Charron, président à mortier do Parlamento de Paris e cunhado de  Jean-Baptiste Colbert, herdou a propriedade em 1669. Jean-Jacques adicionou ao palácio duas alas desiguais e alargou o domínio, tendo sido feito Marquês pelo Rei Luis XIV, em 1676.

Em 1760, Menars foi adquirido por Madame de Pompadour, que pagou quase 1.000.000 de livres em pagamentos parciais, e "vendeu algumas braceletes de pérolas para fazer o primeiro pagamento". A amante do Rei encarregou o arquitecto Ange-Jacques Gabriel de construir duas novas alas em ambos os lados dos dois pavilhões, as quais substituiam aquelas construídas no século XVII. Para quebrar a uniformidade da fachada, Gabriel cobriu estas duas alas com telhados planos "à l'italienne". De cada lado do pátio principal, construiu mais dois pavilhões: o Pavilhão do Relógio à direita, o qual contém as cozinhas e se liga ao palácio por uma passagem subterrânea, e o Pavilhão do Meridiano à esquerda, onde se encontra o alojamento do zelador. Também dirigiu importantes alterações no interior do edifício. 

Mme de Pompadour por François Boucher.

Com a morte da Marquesa de Pompadour em 1764, o palácio passou para o seu irmão, Abel-François Poisson de Vandières, Marquês de Marigny, e director geral dos "Bâtiments du Roi". Foram feitas, então, algumas novas obras sob a direcção de Jacques-Germain Soufflot: o pátio lateral e o edifício principal foram dobrados e o chão coberto à l'italienne, enquanto que as alas construídas por Gabriel foram equipadas com telhados de ardósia à la française.
Depois de 1830, Joseph, Príncipe de Caraman-Chimay estabeleceu-se no Château de Menars, uma instalação que ele chamou de "prytanée" com o objectivo de juntar jovens de diferentes condições e nacionalidades para lhes dar uma educação comum. Para este efeito construiu um vasto edifício para Este do átrio, o qual sobrevive parcialmente, tal como um pequena instalação de gás para providenciar calor ao colégio.

## Arquitectura
Apesar das sucessivas adições, o Château de Menars preserva a simplicidade de plano e construção, com uma certa austeridade reflectindo o espírito do palácio setecentista. As adições mais tardias são perfeitamente legíveis, com o corpo central e os seus dois pavilhões ajustados entre as partes acrescentadas por Marigny e para além das quais as duas alas criadas por Gabriel se estendem.
O corps de logis no piso térreo apresenta actualmente uma larga galeria, criada em 1912 pela combinação de três espaços. O edifício principal apresenta três grandes partes; o velho hall ao centro - quarto com uma Dais à esquerda e salão por companhia à direita - com ornatos em madeira desenhados por Gabriel, tais como abóbadas sobre as lareiras superadas por espelhos. A escadaria de pedra, tal como o pouco comum rodapé de mogno na biblioteca, no primeiro-andar, datam da transformação efectuada pelo Marquês de Marigny.

## Jardins

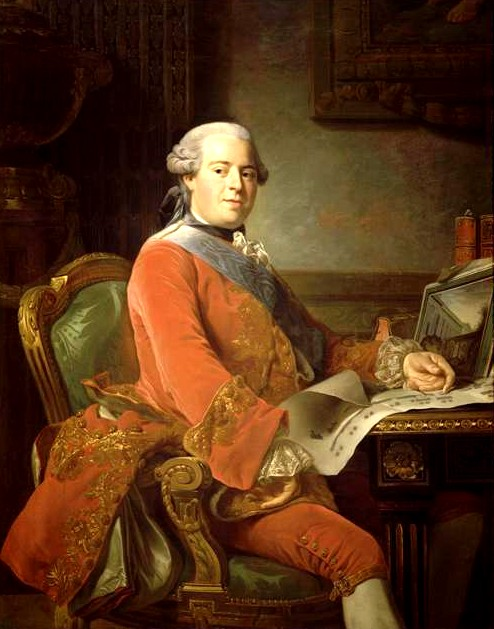
Marquês de Marigny por Alexandre Roslin

Jean-Jacques Cartwright, na segunda metade do século XVII, arranjou um Jardim Formalcom parterres, relvados de boulingrins, um canal com outros corpos de água, e duas avenidas plantadas "de olmeiros em quatro filas, uma de seiscentas toises (1.169 m.) e a outra de quatrocentas (780 m.)" de onde a vista contém o Loire e os campos envolventes.
Durante a posse de Marigny foi criado um jardim inglês no Bois-Bas, com uma pequena ravina localizada para Oeste, na qual Marigny plantou bosques cerrados com várias espécies de árvores. Um deles contém uma famosa máquina hidráulica, concebida pelo mecânico Loriot. Na margem do Loire, foi arranjado um Désert numa velha mina de areia, a qual foi decorada como uma gruta artificial.
Marigny devotou todo o seu cuidado à instalação do parque para a apresentação da sua prestigiosa colecção de esculturas. Em frente ao palácio, no lugar dos antigos parterres, criou um amplo terraço. Ele refez os jardins ao estilo dos seus dias enquanto encomendava muitas extravagâncias de jardim.
Ao fundo do edifício, a "Rotunda de Abundância", construída por Soufflot, permite passagem desde a cave do palácio para o laranjal. Originalmente acolhia uma estátua da Abundância, por Lambert-Sigisbert Adam o velho, que foi trocada por um Luis XV, de Nicolas Coustou, a qual se encontra agora substituída por uma cópia da "Venus de' Medici", por Jean-Jacques Clérion.
Para Este, o terraço termina numa rotunda onde Marigny construiu um quiosque à maneira chinesa, desenhado por Charles De Wailly. Entre o terraço e a estrada, estão ordenadas séries de sebes, grades, salas exteriores de verduras, tal como uma cozinha jardim.  Por baixo, em volta de uma pequena fonte, Soufflot criou um magnífico ninfeu com janelas Paladianas na fachada. No interior, o uso da Ordem Dórica revela uma inspiração italianizada.